# Domenico Ghirlandaio

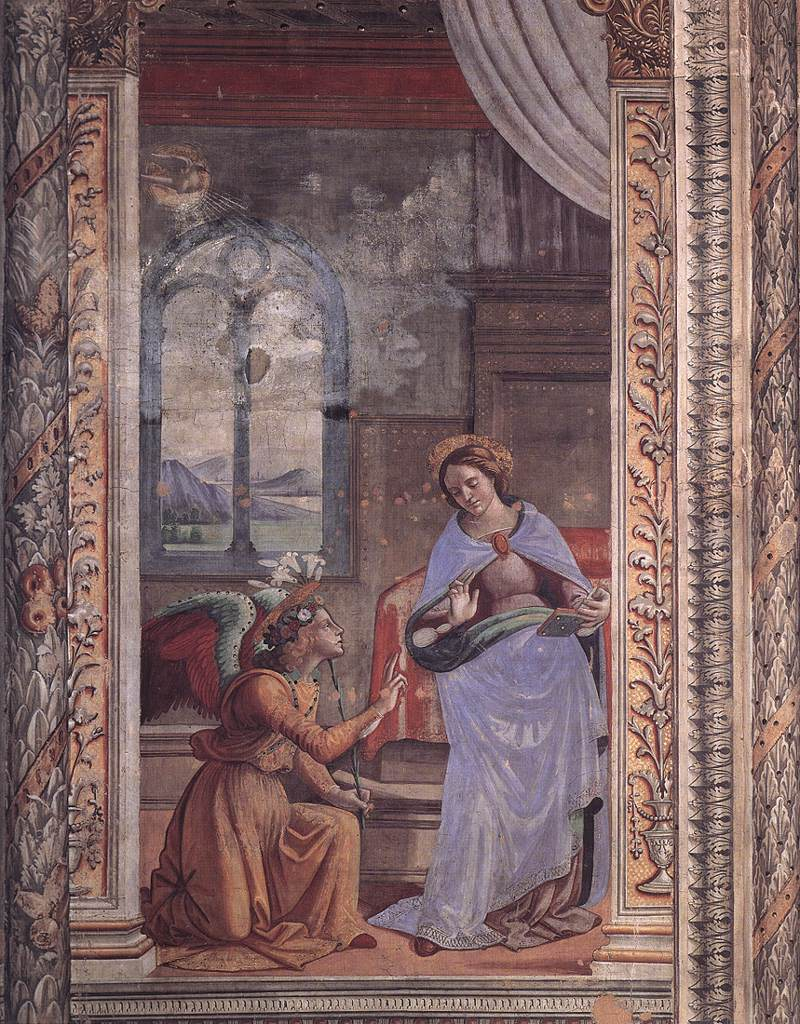
Domenico Ghirlandaio – ”Bebådelsen” (1486–1490). Fresk i Cappella Tornabuoni, Santa Maria Novella, Florens

Domenico Ghirlandaio, egentligen Domenico di Tommaso Bigordi, född 1449 i Florens, Italien, död 11 januari 1494 i Florens, var en italiensk målare under ungrenässansen. Han tillhörde den florentinska skolan.
Ghirlandaio hade av sin far skolats till guldsmed men vann sin berömmelse framför allt i egenskap av freskmålare. Han gick i lära hos Alesso Baldovinetti och tog intryck av tidens naturalistiska strävanden i Florens hos konstnärer som Andrea del Verrocchio, Paolo Uccello och Andrea del Castagno. Han tog även intryck av äldre målare som Giotto di Bondone och Masaccio.
Som monumentalmålare var han sin tids främste, och han ledde i Florens en stor verkstad och utförde där bland annat freskerna i Santa Maria Novella och Ognissanti-kyrkan freskerna (1472–1473) ovanför familjen Vespuccis altare samt senare Sankt Hieronymus och Nattvarden (båda 1480) i samma kyrka. 
Ghirlandaio var i Rom 1481–1482 och utförde två fresker i Sixtinska kapellet. Den bevarade fresken, Apostlarna Petrus och Andreas kallelse, är ett exempel på Ghirlandaios vana att införliva porträtt av sådana han kände som vittnen till en religiös händelse. Återkommen till Florens infogade han i freskerna i Sassettikapellet i Santa Trinità porträtt av medlemmar av familjerna Medici, Sassetti och Spini. Övriga verk av Ghirlandaio är bland andra Bebådelsen, Jungfru Marie födelse, Madonnan med heliga (1484) och Herdarnas tillbedjan (1485) varav flera finns i Uffizierna.
Därutöver verkade han även i San Gimignano och Pisa.
Bland Ghirlandaios verkstadsmedarbetare fanns brodern Davide (1452–1525). Sonen Ridolfo Ghirlandaio var även han konstnär i Florens. Av större betydelse är det faktum, att Michelangelo, liksom Francesco Granacci och Bastiano Mainardi, var en av Ghirlandaios elever och av honom lärde sig att behärska freskmåleriets teknik.